# 他人の顔
『他人の顔』（たにんのかお）は、安部公房の長編小説。『砂の女』の次の長編で、「失踪三部作」の2作目となる。化学研究所の事故によって顔面に醜い火傷を負い「顔」を失った男が、精巧な「仮面」を作成し、自己回復のため妻を誘惑しようとする物語。新たな「他人の顔」をつけることにより、自我と社会、顔と社会、他人との関係性が考察されている。
1964年（昭和39年）、雑誌『群像』1月号に掲載され、同年9月25日に講談社より単行本刊行された。1966年（昭和41年）7月15日には安部自身の脚本で、勅使河原宏監督により映画化された。
なお、単行本は初出誌版を大幅に加筆・改稿し、約2倍の分量に増加した形のものが刊行された。おもに顔や仮面についての哲学的な考察や終局部が加筆された。

## 主題
安部公房は『他人の顔』の主題について、「ぼくはやっと、他人の恐怖をかいま見たばかりのところだ」とし、「ぼくが〈他人〉との格闘をつづけ、新しい他人との通路を発見」してゆく探検を、「ぼくの存在自体にかかわるテーマであるらしい」と述べている。また「失踪三部作」の2作目に当たる『他人の顔』は、「失踪前駆症状にある現代」を書いたとしている。

## あらすじ
「ぼく」は、高分子化学研究所の液体空気の爆発事故で、顔に重度のケロイド瘢痕を負ってしまった。自分の顔を喪失してしまったために、所長代理の顔を失い、おまえ（妻）や職場の人間との関係がぎこちないものに変わり、周囲の目を異常に気にするようになってしまった。「ぼく」は、精巧なプラスチック製の人工皮膚の仮面を作り、誰でもない「他人」になりすまし、最大の目的であったおまえの誘惑にも簡単に成功する。しかし、自分という夫がありながら「他人」と密通するおまえへの不信感は募り、「仮面」に嫉妬しながらも関係をやめられない自分に苦悶していく。
「ぼく」は、「仮面」を抹殺するために、おまえに全ての経緯の手記を読ませるが、おまえは交際していた「他人」が実は「ぼく」であったことに気付いていた。おまえは、自分へのいたわりのために「ぼく」が「他人」を演じているのだと理解していたが、「ぼく」がおまえに恥をかかせるために暴露の手記を読ませたことを知り、「ぼく」への非難や愚弄を指摘した手紙を残して家を出ていった。その絶縁状を読んだ「ぼく」は、再び「仮面」を被り、空気拳銃を手にして、おまえを捜して街に出た。おまえの実家や友人らの家を巡った「ぼく」は、怒りに「野獣のような仮面」になり、銃の安全装置を外して路地に身を潜め、近づくおまえらしき女の靴音を待ち構えた。

## 作品評価・解釈
平野栄久は、〈仮面〉の作成の過程や、〈ぼく〉の〈仮面〉との分裂・対立を描く安部の筆は、「自由かつ精緻」で、安部の力作であることが充分うかがえるとし、「〈純粋な自由の消費が、じつは性欲だった〉ということについての綿密な考察や、仮面が大量生産されたらという仮定から出発し、その社会的な意味を問いつめることにより、〈国家自身が一つの巨大な仮面〉ではなかろうか、という結論を出されるまでの着想と論理などすぐれた部分は少なくない」と評している。しかしその一方、作品全体としては物足りなかったとし、「『デンドロカカリヤ』や『壁』以来――殊に戯曲の中で――安部の文体に常に蔵されていた、しぶといフモール（の精神）といったものや、『第四間氷期』がもっていた無意味さや、また『砂の女』が与えてくれたアクチュアリティも感じなかったものである」とも述べている。
三島由紀夫は、近来ほとんど見られなくなった、横光利一の傑作『機械』のような「思考実験小説」の位置を安部文学全般に期待しつつ、『他人の顔』は作品として『砂の女』よりも重要であるとし、主題に対する安部の意図について、以下のように解説している。
そして、「仮面」作製作業は、その問題性を突き詰めれば、「やがて、宇宙の秩序にひびを入れ、自然の歯車を狂はせるやうな、とてつもない作業」で、それは「もつとも徹底的な、認識による革命」であり、「この世界にもし一個の完璧な仮面が現はれたが最後、社会秩序の崩壊はつい目の前にある。もちろんこれが、芸術行為が真に社会的現実性を帯びることを禁じられてゐる根本原因なのである」と三島は説明しつつ、作中で主人公が、仮面の作製と完成途上で、「芸術的昂奮」「戦慄的な陶酔」を語る部分が美しいと評している。
また三島は、『他人の顔』と同時期に発表された大江健三郎の『個人的な体験』と比較しつつ、技術的な面では『個人的な体験』の方が優れ、大江の苦闘的な文体、「言語のエロス」で導かれる文体、「誘惑的な汎神論的な」な文体の方が、安部の簡素な文体、「拒絶的な一神教的な」文体よりも三島の好みであると述べつつも、大江の『個人的な体験』の方は、副人物像や、暗い主題に対して安易に明るい偽善的なラストをつけてしまったことにがっかりしたと評し、芸術的な面では安部の『他人の顔』の方が優れていると総評している。

## 映画
『他人の顔』（東京映画・勅使河原プロダクション、東宝）
1966年（昭和41年）7月15日公開。モノクロ・スタンダード、122分。1966年の第40回キネマ旬報ベスト・テンの第5位となった。1966年度映画記者会賞ベスト3位、NHK映画賞ベスト7位、優秀映画鑑賞会ベスト2位に選出。
安部公房の脚本は、1966年（昭和41年）、雑誌『キネマ旬報』3月上旬号に掲載され、1986年（昭和61年）10月に創林社より刊行された『安部公房映画シナリオ選』に所収。他に、映画公開を記念して作られたと思われる非売品の、『“東宝シナリオ選集”「他人の顔」』もある。映画の脚本は小説とは異なるラストとなっている。
なお、新橋のビヤホール「ミュンヘン」でのシーンに、安部本人や作曲の武満徹ら、ゆかりの文化人が出演しているのが画面から確認できる。
音楽を担当した武満徹は、劇中の『ワルツ』を弦楽合奏のための『3つの映画音楽』第3曲として編曲している。

### キャスト
- 男：仲代達矢
- 妻：京マチ子
- 医者：平幹二朗
- 看護婦：岸田今日子
- 専務：岡田英次
- 専務の秘書：村松英子
- アパート管理人：千秋実
- ヨーヨーの娘：市原悦子
- 老嬢：南美江
- 男の患者：観世栄夫
- 女の患者：安双三枝
- 精神病の男A：矢野宣
- 精神病の男B：田中邦衛
- ほくろの男：井川比佐志
- ビヤホールの歌手：前田美波里
- 襲われる女：糸見偲
- ケロイドの女：入江美樹
- ケロイドの娘の兄：佐伯赫哉
- 医者の妻：阿部百合子

### スタッフ
- 監督：勅使河原宏
- 原作・脚本：安部公房
- 音楽：武満徹
- 撮影：瀬川浩
- 美術：磯崎新、山崎正夫
- 照明：久米光男
- 録音：奥山重之助
- スチール：吉岡康弘
- 編集：杉原よ志
- 制作：堀場伸世、市川喜一、大野忠
- 仮面製作：秋山太一郎

### ソフト化
- 1990年（平成2年）11月1日、CBS/SONYグループよりビデオテープ発売。分類番号：CSVF1302
- 2002年（平成14年）4月、アスミック・エースエンタテインメントより発売されたDVD『勅使河原宏の世界 DVDコレクション』に所収。分類番号：AEBD10102

## おもな刊行本
- 『他人の顔』（講談社、1964年9月25日）
  - 装幀：松本達。
- 文庫版『他人の顔』（新潮文庫、1968年12月20日。改版1989年、2013年）
  - カバー装画：安部真知。付録・解説：大江健三郎。
  - ※ 2013年改版より、カバー装画：近藤一弥（フォト：安部公房）。
- 『安部公房 映画シナリオ選』（創林社、1986年10月5日）
  - 収録作品：壁あつき部屋、不良少年、砂の女、他人の顔、燃えつきた地図
  - ※ 映画シナリオ版が所収。
- 英文版『The Face of Another』（訳：D.E. Saunders）（Tuttle classics、1967年）
- ドイツ語版『Das Gesicht des Anderen』（訳：オスカー・ベンル）（Eichborn Verlag, 1992）[12]